# Seraikela
Seraikela là một thành phố và khu đô thị của quận Pashchimi Singhbhum thuộc bang Jharkhand, Ấn Độ.

## Nhân khẩu
Theo điều tra dân số năm 2001 của Ấn Độ, Seraikela có dân số 12.260 người. Phái nam chiếm 53% tổng số dân và phái nữ chiếm 47%. Seraikela có tỷ lệ 70% biết đọc biết viết, cao hơn tỷ lệ trung bình toàn quốc là 59,5%: tỷ lệ cho phái nam là 78%, và tỷ lệ cho phái nữ là 61%. Tại Seraikela, 12% dân số nhỏ hơn 6 tuổi.